# Хатониди
Хатонидите или Хатоните (Hattonen, Hattonids) са фамилия от франкската аристокрация, която през първата половина на 9 век, по времето на императорите Карл Велики и Лудвиг Благочестиви, има значима позиция във властта във Франкската империя. Като верни от свитата на императорите и по времето на Лотар I, те са издигнати и получават права и земи от императорската собственост. Те са назначавани за управители (statthalter) и missus в Бавария и Саксония. След смъртта на Лудвиг Благочестиви, Хатонидите са свалени от Лудвиг Немски и изгонени от Саксония. Тяхната собственост е дадена на 14 декември 840 г. на манастир Корвей. Краят на силата на Хатонидите идва със загубата на 13 май 841 г. в битката при Вьорниц, в която привържениците на Лотар са победени от Лудвиг Немски.

## Родословие
1. NN
  1. Хато (Ато, Уто), 831/854, 857 г. граф на Алемания
    1. Ламберт, игумен на манастира Шинен (днес Йонинген)

  2. Банцлайбс, 832 граф на Мен, 838 граф и маркграф на Саксония
  3. Адалберт I, X 13 май 841 в битката при Вьорниц, 825 граф на Мец, dux Austrasiorum
  4.  ? дъщеря; ∞ Попо I, граф на Грабфелд (Попони)